# Tony MacAlpine
Tony MacAlpine (nascut el 29 d'agost de 1960) és un músic nord-americà i compositor. En una carrera de tres dècades i tretze àlbums d'estudi, és més conegut com a guitarrista solista de rock instrumental, tot i que ha treballat amb molts grups i músics diferents.

## Biografia
Començà als 5 anys tocant el piano, i la guitarra als dotze. En Tony va estudiar violí i piano clàssic a Conservatori de Música Springfield de Massachusetts, així com altres programes de música a la Universitat de Hartford (Connecticut). Una de les seves influències musicals és en Frédéric Chopin, a qui ret homenatge en les seves interpretacions dels darrers études, presents a la dels seus àlbums d'estudi.
Amb els seus primers àlbuns d'estudi (Edge of Insanity -1986- i Maximum Security -1987-), va col·laborar amb altres músics com els seus amics en Vinnie Moore (Mind's Eye -1986-) i en Joey Tafolla (Out of the Sun -1987-). Després del seu debut, va entrar al super-grup de heavy metal M.A.R.S. (acrònim dels integrants, MacAlpine/Aldridge/Rock/Sarzo), amb els qui va fer el disc Project: Driver (1986).
Com a part del grup 'MacAlpine', va treure el disc Eyes of the World l'any 1990 com a intent de comercialitzar el rock dur d'altres temps. Poc després va tornar a la seva feina instrumental amb el disc Freedom to Fly (1992). Altres discs instrumentals de la dècada dels 90 (publicats amb Shrapnel Records) foren: Madness (1993), Premonition (1994), Evolution (1995) i Violent Machine (1996). Per al seu darrer disc de la dècada Master of Paradise -1999-), en MacAlpine va posar-hi també la veu. Després del disc Chromaticity (Agost 2001), va deixar de banda enregistrar en solitari i va estar treballant amb molts grups i músics, com ara els supergrups CAB i Ring of Fire. Una dècada més tard (Juny 2011), va publicar el seu onzè disc d'estudi (autoanomenat Tony MacAlpine) a través de la discogràfica Favored Nations de n'Steve Vai.
Al principi dels anys 2000, en MacAlpine va estar tocant guitarra i teclats amb el grup del tour de n'Steve Vai (The Breed). Durant aquell temps, també fou el guitarrista del supergrup de metall progressiuPlanet X (amb el teclista en Derek Sherinian i el baterista en Virgil Donati). Va tocar amb ells als tres discs que van editar (Universe -2000-), Live from Oz -2002)- i MoonBabies -2002-), i va tornar amb el grup l'any 2009 per fer una gira i, possiblement, enregistrar un disc.
Les seves col·laboracions més recents han estat amb Seven the Hardway (un grup de metall progressiu amb qui va treure el disc auto-titulat l'any 2010), i una participació amb el setè disc d'estudi d'en Sherinian (Oceana -2011-). A mitjans de 2012, en MacAlpine va anar de gira per Europa Àsia amb el grup PSMS (Portnoy/Sheehan/MacAlpine/Sherinian), un supergrup instrumental, editant el DVD en directe anomenat Inspiracions instrumentals (Octubre de 2012). A més, en una entrevista (Octubre de 2012), va declarar que treballava en un nou material d'estudi (un d'ells seria un enregistrament estrictament clàssic només amb piano), així com un nou disc amb els Ring of Fire. Battle of Leningrad (el quart disc d'estudi dels Ring of Fire) sortí a la venda el 28 de Gener de 2014.
El seu dotzè disc d'estudi, Concrete Gardens, va sortir al mercat el 21 d'abril de 2015.

## Estil i influències
En MacAlpine té molta influència del metall neoclàssic, amb tècniques molt avançades com ara el 'sweep tapping', una variació del 'sweep picking'. Ha incorporat elements de clàssica, jazz, fusió, rock dur i heavy metall tant a la guitarra com al teclat; i ha estat catalogat com a virtuós per en Jason Ankeny d'AllMusic.

## Equip
- Edge of Insanity: Kramer guitars, DiMarzio pickups, Peavey amplification
- Project: Driver: B.C. Rich guitars, DiMarzio pickups, GHS strings, Peavey and Rockman amplification
- Maximum Security: B.C. Rich guitars, DiMarzio pickups, Peavey amplification, Ibanez effects
- Eyes of the World: Mason Bernard guitars, DiMarzio pickups, Dean Markley strings, Peavey amplification, Baldwin keyboards
- Freedom to Fly: Peavey guitars, Seymour Duncan pickups, GHS strings, Peavey amplification, Baldwin pianos
- Madness: Washburn Mercury series guitars, Seymour Duncan pickups, Dean Markley strings, Hughes &amp; Kettner amplification
- Premonition: Washburn guitars, Seymour Duncan pickups, Dean Markley strings, Hughes & Kettner amplification
- Evolution: B.C. Rich guitars, Seymour Duncan pickups, Hughes & Kettner amplification
- Chromaticity: Carvin guitars and amplification
- Tony MacAlpine: Ibanez guitars, DiMarzio pickups, Ernie Ball strings, Hughes & Kettner amplification, Source Audio effects, Toontrack software

MacAlpine he estat un intèrpret prominent de guitarres de set cordes després d'unir-se al grup Planet X, i encara toca amb elles i amb guitarres de vuit cordes. Després de tocar guitarres Carvin durant molts anys, l'any 2010 va canviar cap a Ibanez. Des de llavors ha estat tocant amb guitarres RG Prestige de vuit cordes personalitzades, amb pues EMG, i amb els seus models de sis i set cordes fa ús de DiMarzio. Amplificadors Hughes & Kettner TriAmp per a feines d'estudi i Coreblade pels directes (amb pedal de volum i wah Ernie Ball). Un esquema detallat del seu equip de 2011 es pot consultar a Guitar Geek.

## Vida personal
En MacAlpine viu a Pasadena, Califòrnia. El 25 d'agost de 2015 va publicar al seu Facebook que podria haver desenvolupat càncer de còlon, cosa que el va fer cancel·lar algunes dates de la seva gira per promoure el disc Concrete Gadens. Un any després va publicar al seu lloc web personals que s'havia recuperat de la dolència."

## Discografia

### Discs d'estudi en solitari
- 1986: Edge of Insanity
- 1987: Maximum Security
- 1992: Freedom to Fly
- 1993: Madness
- 1994: Premonition
- 1995: Evolution
- 1996: Violent Machine
- 1999: Master of Paradise
- 2001: Chromaticity
- 2011: Tony MacAlpine
- 2015: Concrete Gardens
- 2017: Death of Roses

### Discs de directes en solitari
- 1997: Live Insanity

### Àlbums recopilatoris
- 2006: Collection: The Shrapnel Years

### MacAlpine
- 1990: Eyes of the World

### Vinnie Moore
- 1986: Mind's Eye
- 1999: The Maze
- 2006: Collection: The Shrapnel Years (compilació)

### MacAlpine
- 1990: Eyes of the World

### Planet X
- 2000: Universe
- 2002: Live from Oz (live)
- 2002: MoonBabies

### CAB
- 2000: CAB
- 2001: CAB 2
- 2002: CAB Live at The Baked Potato
- 2003: CAB 4
- 2008: Theatre de Marionnettes
- 2010: Live on Sunset
- 2001: CAB Live at the Baked Potato: First and Second Set (DVD)
- 2002: CAB Live at The Musician Institute (DVD)

### Mark Boals
- 2000: Ring of Fire
- 2002: Edge of the World

### Steve Vai
- 2003: Live at the Astoria London
- 2004: G3: Live in Denver
- 2005: G3: Live in Tokyo

### Ring of Fire
- 2003: Dreamtower
- 2004: Burning Live in Tokyo (live)
- 2004: Lapse of Reality
- 2014: Battle of Leningrad

### Altres col·laboracions
- 1986: Project: Driver – M.A.R.S. (amb en Tommy Aldridge, en Rob Rock i en Rudy Sarzo)
- 1987: Out of the Sun – Joey Tafolla
- 1999: VK3 – Vitalij Kuprij
- 2004: Eric Claptons Guitar Festival - I'm the Hell Out of Here (amb n'Steve Vai)
- 2007: Clinophobia – Devil's Slingshot (amb en Virgil Donati i en Billy Sheehan)
- 2007: Ze re Tour 2007 – Michel Polnareff
- 2010: On Revolute – Dave Weiner
- 2010: Seven the Hardway – Seven the Hardway (amb en Virgil Donati i en Mark Boals)
- 2011: Oceana – Derek Sherinian
- 2012: Plains of Oblivion – Jeff Loomis
- 2012: Instrumental Inspirations – PSMS (amb en Mike Portnoy, en Billy Sheehan i en Derek Sherinian) (DVD)
- 2013: Live in Tokyo – PSMS (amb en Mike Portnoy, en Billy Sheehan i en Derek Sherinian)
- 2018: Enfin! – Michel Polnareff